# Quercus oocarpa
Quercus oocarpa — вид рослин з родини букових (Fagaceae), зростає в Мексиці й Центральній Америці.

## Опис
Це дерево 6–25 метрів заввишки; стовбур до 1 метра й більше в діаметрі. Кора луската, сіра. Гілочки сірі або жовтуваті; сочевички ледь помітні. Листки майже вічнозелені, зворотно-ланцетні, зворотно-яйцюваті або еліптичні, 12–40 × 3–13 см; верхівка загострена або гостра; основа клиноподібна, тупа або серцеподібна; край товстий, плоский або віддалено загорнутий, злегка хвилястий, цілий або зубчастий у верхівковій половині; верх зелений, трохи блискучий, майже голий; низ жовтувато-зелений, трохи блискучий, з грубими сидячими трихомами, розкиданими по пластинці, по суті по жилах; ніжка з шорстким запушенням, 3–5 мм. Жолуді поодинокі або парні, сплющені, завдовжки 20–30 мм, у діаметрі 25–50 мм; чашечка ушир 30–60 мм, із запушеними лусочками, вкриває від 1/4 до 1/2 горіха; дозрівають першого року в жовтні.

## Середовище проживання
Вид поширений у Мексиці (Чьяпас, Герреро, Халіско, Наярит), Гватемалі, Коста-Риці, Гондурасі, Сальвадорі, Нікарагуа, Белізі, Панамі.